# Operation: Mindcrime
Operation: Mindcrime – trzeci pełnowymiarowy studyjny album amerykańskiego zespołu Queensryche. Muzyka na nim zaprezentowana to połączenie rocka progresywnego z heavy metalem. Jest to również concept album przedstawiający dzieje Nikkiego - narkomana, poddanego praniu mózgu i zmuszonego do popełniania morderstw.

## Lista utworów
1. I Remember Now (1:17)
2. Anarchy-X (1:27)
3. Revolution Calling (4:42)
4. Operation: Mindcrime (4:43)
5. Speak (3:42)
6. Spreading The Disease (4:07)
7. The Mission (5:46)
8. Suite Sister Mary (10:41)
9. The Needle Lies (3:08)
10. Electric Requiem (1:22)
11. Breaking The Silence (4:34)
12. I Don't Believe In Love (4:23)
13. Waiting For 22 (1:05)
14. My Empty Room (1:28)
15. Eyes Of A Stranger (6:39)

## Twórcy

### Główni muzycy
- Geoff Tate - śpiew, instrumenty klawiszowe
- Eddie Jackson - gitara basowa
- Chris DeGarmo - gitara
- Michael Wilton - gitara
- Scott Rockenfield - perkusja

### Muzycy dodatkowi
- Pamela Moore - śpiew w "Suite Sister Mary"

## Idea albumu
Album przedstawia historię uzależnionego od narkotyków Nikkiego, który przechodzi pranie mózgu i zostaje zaprogramowany tak, by na hasło "mindcrime" zabijać wybranych, wysoko postawionych ludzi: polityków, hierarchów kościoła. Pojawia się siostra Mary, była prostytutka. Bohater zakochuje się, lecz otrzymuje rozkaz jej zabicia. Chce ją ratować, ale mimo wszystko Mary ginie. Nikki w deszczu woła jej imię. Zostaje aresztowany za zakłócanie porządku i zidentyfikowany jako zabójca. Po dwudziestu latach muzycy wrócili do opowieści nagrywając drugą część albumu. Nikki wychodzi z więzienia i postanawia się zemścić...